# Midnight Rambler
(Midnight Rambler, The Rolling Stones)
Midnight Rambler è un brano musicale del gruppo rock britannico The Rolling Stones. Fu pubblicato per la prima volta nell'album Let It Bleed del 1969.

## Descrizione
La canzone si ispira liberamente alle gesta del presunto serial killer Albert DeSalvo, reo confesso degli omicidi attribuiti allo "Strangolatore di Boston".
Keith Richards definì il pezzo una "opera blues" e la quintessenza delle composizioni del binomio Jagger-Richards, aggiungendo nel documentario Crossfire Hurricane del 2012 che "nessun altro avrebbe potuto scrivere una canzone del genere".

### Composizione e registrazione
A proposito della composizione del brano, Mick Jagger disse in un'intervista del 1995 concessa a Rolling Stone: 
(Mick Jagger, Rolling Stone, 14 dicembre 1995.)
La versione in studio della traccia (che dura 6 minuti e 53 secondi) fu incisa nella primavera del 1969 negli Olympic Sound Studios e Trident Studios di Londra. Jagger canta e suona l'armonica a bocca, mentre Richards suona tutte le parti di chitarra, inclusa la slide guitar. Bill Wyman suona il basso elettrico e Charlie Watts batteria e percussioni; il polistrumentista Brian Jones viene accreditato per aver suonato le conga. La canzone ha qualche somiglianza con i pezzi The Boudoir Stomp e Edward's Thrump Up, registrate nell'aprile 1969 dalla band senza Keith Richards e Brian Jones, ma con l'aggiunta di Ry Cooder alla chitarra e di Nicky Hopkins al piano. Queste sessioni furono pubblicate nel 1972 nell'album Jamming with Edward!.
Le percussioni suonate da Jones non sono udibili nella traccia su disco e sebbene egli possa aver effettivamente partecipato alle sessioni in studio durante il processo di registrazione della canzone, è possibile che il suo contributo non sia stato utilizzato nel missaggio finale del pezzo. James Hector, autore del libro The Complete Guide to the Music of The Rolling Stones (1995), ha speculato sul fatto che l'inserimento del nome di Jones nei crediti del brano sia stato solo un mero regalo da parte dei suoi ormai ex-compagni di gruppo.

### Esecuzioni dal vivo
I Rolling Stones eseguirono dal vivo per la prima volta Midnight Rambler il 5 luglio 1969, continuando a mantenerla in scaletta in concerto fino al 1976; frequentemente le performance vedevano Jagger strisciare per il palco mentre simulava delle frustate con la cintura. Un'esecuzione notevole del pezzo datata 1969 (della durata di oltre 9 minuti) è stata inclusa nell'album dal vivo Get Yer Ya-Ya's Out! (1970). Questa versione include il contributo di  Mick Taylor alla chitarra solista, in aggiunta a Jagger, Richards, Wyman e Watts. Il bootleg Live'r Than You'll Ever Be include una performance del brano registrata a Oakland, California, nel novembre 1969.
Midnight Rambler ritornò nel repertorio dei Rolling Stones nel 1989, e da allora è rimasta un punto forte nei concerti della band.

## Formazione
- Mick Jagger: voce solista, armonica a bocca
- Keith Richards: chitarra
- Brian Jones: conga
- Bill Wyman: basso
- Charlie Watts: batteria

## Polemiche
Nel suo libro The Better Angels of Our Nature, Steven Pinker discusse della canzone per illustrare le sue tesi di come la controcultura degli anni sessanta "remasse contro" il processo di civilizzazione (identificato da Norbert Elias), che, secondo Pinker, aveva contribuito a ridurre sensibilmente il tasso di violenza in molte nazioni; e che la "glorificazione della dissolutezza" da parte della controcultura possa sfociare di conseguenza nell'indulgenza verso la violenza: «La violenza fisica viene talvolta celebrata nella canzone, come se fosse solo un'altra forma di dissenso anti-establishment». Egli aggiunse: «[La canzone] mette in scena uno stupro-omicidio dello strangolatore di Boston... », e vide questo fatto come un esempio di come nella controcultura degli anni '60 "il controllo della sessualità delle donne era visto dagli uomini come una raffinatezza".